# Кастиљоне деи Пеполи
Кастиљоне деи Пеполи (итал. Castiglione dei Pepoli) је насеље у Италији у округу Болоња, региону Емилија-Ромања.
Према процени из 2011. у насељу је живело 2761 становника. Насеље се налази на надморској висини од 703 м.

## Становништво
| 1951. | 1961. | 1971. | 1981. | 1991. | 2001. | 2011. |
| ----- | ----- | ----- | ----- | ----- | ----- | ----- |
| 8.304 | 7.205 | 6.387 | 6.100 | 6.091 | 6.008 | 5.870 |